# Hora legal
El concepto de hora legal se refiere al establecimiento de una hora dada por la administración o gobierno de un país determinado. Puede regir para todo el país o para una parte del mismo en el caso de grandes territorios en sentido de la longitud geográfica (Rusia, Estados Unidos, etc.). Corresponde a lo que se conoce como hora local, aunque existe entre los dos conceptos una diferencia que puede ser importante en algunas ocasiones: la hora local cuando sobrevolamos alguno de los grandes océanos es la que corresponde a la longitud geográfica a la que se encuentre el avión (o el barco en el caso de la navegación marítima) mientras que la hora legal se refiere a la que cada estado establece en su territorio para regir la vida cotidiana en el mismo. 
La hora legal se basa en un meridiano y no en un huso horario. Por ello es que establecer la hora de un huso horario como la que determina el meridiano central del mismo (tal como se establece en el artículo sobre los husos horarios y en el de la línea internacional de cambio de fecha) ha resultado no tener ninguna utilidad en la práctica.